# Martin Weinek
Martin Weinek, avstrijski igralec, režiser, podjetnik, enolog in vinogradnik, *11. julij 1964, Leoben, Avstrija. Zaslovel je z vlogo inšpektorja Kuntza v televizijski seriji Komisar Rex.
Med letoma 1983 in 1986 je študiral dramo pri profesorju Petru P. Jostu, kasneje pa je delal kot igralec v številnih dunajskih gledališčih. Nastopal je tudi v nekaterih televizijskih filmih. Med letoma 1990 in 1991 je bil umetniški direktor državnega gledališča v dunajski četrti Hernals. Zaslovel je leta 1999, ko je prevzel stalno vlogo v televizijski nanizanki Komisar Rex.
Weinek se poleg igranja in režije ukvarja tudi z vinogradništvom: od leta 1993 skupaj z ženo upravlja obsežno posest za pridelovanje vina pri kraju Heiligenbrunn na Gradiščanskem.

## Skici
1. 1 2  Record #143562835 // Gemeinsame Normdatei — 2012—2016.
2. ↑  filmportal.de — 2005.